# Фелонов, Лев Борисович
Лев Борисович Фелонов (26 октября 1900, Пенза — 11 августа 1985, Москва) — советский режиссёр-монтажёр, киновед, педагог.

## Биография
Родился в Пензе в семье ветеринарного врача и учительницы музыки. Родители обожали кинематограф и ходили в кино по несколько раз в неделю. По воспоминаниям Фелонова, его отец мог смотреть понравившийся ему фильм неоднократно. Эта страсть к кинематографу перешла к сыну.
Первым впечатлением от кино, оказавшим на маленького Льва большое влияние, был просмотр цветной кинофеерии Жоржа Мельеса «Путешествие сквозь невозможное» (1904).
Окончив школу, Фелонов работал делопроизводителем в земельном управлении, иногда писал рецензии на фильмы для местной газеты и в журнал, посвящённый кино.
В 1925 году в компании друзей переехал в Москву и через несколько недель оказался на 1-й фабрике Госкино — подносчиком негатива. Наблюдая за тем, как Сергей Эйзенштейн монтировал фильм «Броненосец Потемкин», предложил подобрать для монтажа кинохронику. В результате, по его словам, у него появилась репутация человека, который может что-то найти в архивах.
В это время режиссёр Эсфирь Шуб искала себе помощника, и Лев Фелонов, придя к ней в группу в качестве ассистента-практиканта, начал подбирать материал из старых негативов, хранившихся на фабрике. Знакомство с Шуб вылилось в продолжительную совместную работу. Фелонов работал у неё ассистентом, помощником режиссёра, а на фильме «Комсомол — шеф электрификации» — сорежиссёром. Продолжая работать с Шуб, Фелонов занялся также монтажом игровых фильмов, таких как «Девушка с характером» (1939), «Сердца четырёх» (1941). Документальный фильм «Страна родная», вышедший в 1942 году к 25-летию Великой Октябрьской революции, стал их последней совместной работой.
В 1947—1948 годах Фелонов участвовал в работе над экспериментальными стереоскопическими фильмами.
С 1951 года преподавал монтаж во Всесоюзном государственном институте кинематографии, занимался проблемами теории монтажа. Его учениками были многие известные советские режиссёры. Отар Иоселиани вспоминал:

Что касается использования мною кинематографического наследия, то, конечно, выбор мой не случаен. Все объясняется скорее всего тем, что во ВГИКе преподавателем монтажа у меня был Лев Борисович Фелонов, очень скромный, застенчивый человек, который, наглухо отгородившись от системы, жил в маленькой квартирке, набитой книгами и пластинками. (…) Фелонов (…) сам выбирал картины, на которых мы учились. Подчас он словно нарочно показывал нам фильмы, полные насилия и злобы. Ему хотелось увидеть тех, кому это нравится. Мне он показал картины мастеров, которые жили в противоречии с модой. Например Виго, Клера, Бориса Барнета.

## Фильмография
- 1927 — Великий путь (помощник режиссёра)
- 1927 — Падение династии Романовых (ассистент режиссёра)
- 1928 — Россия Николая II и Лев Толстой (ассистент режиссёра)
- 1928 — Шанхайский документ (ассистент-монтажёр)
- 1930 — Сегодня (ассистент режиссёра)
- 1932 —  К. Ш. Э. Комсомол — шеф электрификации (сорежиссёр)
- 1934 — Москва строит метро (монтажёр)
- 1937 — Страна Советов (монтажёр)
- 1940 — Кино за 20 лет (монтажёр)
- 1939 — Девушка с характером (монтажёр)
- 1941 — Сердца четырёх (монтажёр)
- 1941 — Боевой киносборник №4 (автор-монтажёр новеллы «Британский флот»)
- 1942 — Страна родная (режиссёр-монтажёр)
- 1947 — Машина 22-12 (стереоскопический, режиссёр-монтажёр)
- 1948 — Солнечный край (стереоскопический, режиссёр-монтажёр)
- 1948 — Карандаш на льду (стереоскопический, режиссёр-монтажёр)
- 1949 — Счастливый рейс (плоскостной вариант фильма «Машина 22-12», монтажёр)
- 1950 — Смелые люди (монтажёр)
- 1958 — Дорога на фестиваль (монтажёр)
- 1963 — Зной (монтажёр)